# POSSIBLE/RIDE ON NOW
「POSSIBLE/RIDE ON NOW」（ポッシブル/ライド・オン・ナウ）は、2012年5月9日に発売されたHAN-KUN（湘南乃風）の5枚目のシングルである。発売元はトイズファクトリー。

## 概要
- 前作「Don't Give Up Yourself!!」から約10ヶ月振りとなるシングルで、TSUTAYA限定チャリティマキシシングルとしてリリースされた「BEAUTIFUL DAYS」を含めると約9ヶ月振りのリリースにもなる。また自身初の両A面シングルでもある。
- 初回盤には、タイアップにもなっている『クロヒョウ2 龍が如く 阿修羅編』とのコラボPVを収録したDVDが付属。初回封入特典として「龍が如くモバイル for GREE」で使用できるシリアルナンバー入りオリジナルカードを封入。

## 収録曲

### CD
1. POSSIBLE
（作詞・作曲・編曲:HAN-KUN）
2. RIDE ON NOW
（作詞・作曲・編曲:HAN-KUN）
毎日放送系ドラマ『クロヒョウ2 龍が如く 阿修羅編』主題歌
2011年に行われたツアー「MAGIC MOMENT SHOW CASE 2011」で初めて披露された。
3. Big Things A Gwaan
（作詞・編曲:HAN-KUN / 作曲:SWEETSOP、HAN-KUN）
「SWEETSOP greetings HAN-KUN」名義
4. POSSIBLE -inst.-
5. RIDE ON NOW -inst.-

### DVD（初回盤にのみ付属）
1. RIDE ON NOW×クロヒョウ2 龍が如く 阿修羅編（SPECIAL MV）